# زاوزيرني (كريم)
زاوزيرني (Заозерне) هي مدينة في مقاطعة كريم في أوكرانيا.
يبلغ عدد سكانها حوالي 4428   نسمة.